# Severinia obscurus
Severinia obscurus är en bönsyrseart som beskrevs av Aare Lindt 1968. Severinia obscurus ingår i släktet Severinia och familjen Mantidae. Inga underarter finns listade i Catalogue of Life.